# Eloy Rojas
Eloy Rojas est un boxeur vénézuélien né le 25 mars 1967 à Caracas.

## Carrière
Champion du Venezuela des poids plumes en 1988, il s'incline aux points pour le titre mondial WBA de la catégorie le 14 septembre 1991 contre le sud-coréen Park Yong-kyun mais prend sa revanche le 4 décembre 1993. Rojas conserve cette ceinture à 6 reprises puis s'incline face à Wilfredo Vázquez le 18 mai 1996. Il continue à boxer jusqu'en 2005 et met un terme à sa carrière après une dernière défaite concédée à Herman Ngoudjo pour le titre de champion d'Amérique du Nord NABF.